# Ga Mậu A
Ga Mậu A là một nhà ga xe lửa tại thị trấn Mậu A, huyện Văn Yên, tỉnh Yên Bái. Nhà ga là một điểm của đường sắt Hà Nội - Lào Cai và nối với ga Ngòi Hóp với ga Mậu Đông.